# Вертляницевидка
Вертляницевидка(лат. Monotropastrum) — род растений семейства Вересковые. На основании морфологических и молекулярных исследований, род Monotropastrum был отнесён к подсемейству Monotropoideae, трибе Monotropeae.

## Ареал
Представители рода  встречаются в Бутане, Китае, Индии, Индонезии (на Суматре), Японии (включая острова Рюкю), Корее, Лаосе, Мьянме, Непале, России (Сахалин), Сиккиме, Таиланде, Вьетнаме.

## Биологическое описание
Многолетние микогетеротрофные травы. Корни образуют довольно плотную массу.
Стебли и листья отсутствуют.
Соцветия стебельковые или кистевидные, идущие прямо от корней. Цветки одиночные или собраны в кисть по несколько цветков; чашелистики прижаты к лепесткам, иногда отсутствуют; лепестков от 3 до 5.
Плод — нераскрывающаяся ягода. Семена многочисленные, яйцевидные.

## Виды
По данным The Plant List, род включает в себя 3 вида:
- Monotropastrum humile (D.Don) H.Hara
- Monotropastrum sciaphilum (Andres) G.D. Wallace
- Monotropastrum kirishimense (Suetsugu et al.)[7]